# Харрисон, Эндрю
Эндрю Харрисон (англ. Andrew Michael Harrison; род. 28 октября 1994, Сан-Антонио, штат Техас, США) — американский профессиональный баскетболист, играющий на позиции разыгрывающего защитника.

## Карьера
Эндрю Харрисон и его брат-близнец Аарон выросли в Техасе, там же начали играть в баскетбол. В 2013 году братья Харрисоны заняли соответственно 5 и 6 место в ранге лучших школьников страны. При этом они занимали первые два места среди всех игроков задней линии того года. Участие в McDonald’s All-American и Jordan Brand Classic, а также поступление в известный Кентуккийский университет лишь подкрепило их звёздный статус.
Дебютный сезон в NCAA получился для Эндрю Харрисона неоднозначным. Ему не удалось стать лидером команды, он упал в мок-драфтах (с топ-5 до конца первого раунда) и показывал очень слабую игру в атаке (37% попаданий с игры). Пришедшие со школьной скамьи Карл-Энтони Таунс и Девин Букер перетянули внимание скаутов на себя, а регресс в статистических показателях по сравнению с дебютным сезоном лишь ухудшил положение: Эндрю Харрисон в итоге был выбран лишь под общим 44-м пиком на драфте НБА-2015, а его брат и вовсе оказался не выбранным. Сразу после драфта «Финикс Санз» обменял Харрисона в «Мемфис Гриззлис», но дебюта в НБА пришлось ждать ещё год – сезон-2015/2016 Эндрю провёл в G-Лиге. В составе «Айовы Энерджи» он набирал 18 очков в среднем за матч.
В 2016 году «Мемфис» предоставил Харрисону шанс проявить себя. За 3 сезона Эндрю провёл за команду 129 матчей, в которых набирал 7,4 очка, 2,1 подбора и 2,9 передачи в среднем за игру. В октябре 2018 года «Мемфис» отчислил Харрисона.
В ноябре 2018 года «Кливленд Кавальерс» подписал двусторонний контракт с Харрисоном. Проведя 10 матчей и набирая в среднем 4,3 очка, Эндрю был отчислен из команды.
В декабре 2018 года Харрисон заключил двусторонний контракт с «Нью-Орлеан Пеликанс».
В феврале 2019 года Харрисон перешёл в «Химки» до конца сезона 2018/2019. В 4 матчах Единой лиги ВТБ Эндрю набирал 2,3 очка и 1,8 передачи в среднем за игру.
В августе 2019 года «Голден Стэйт Уорриорз» пригласили Харрисона в тренировочный лагерь. 5 сентября Эндрю подписал двухсторонний контракт с «Уорриорз», но 19 октября соглашение было расторгнуто. Свою карьеру Харрисон продолжил в G-Лиге в составе «Санта-Круз Уорриорз», где его статистика составила 15,5 очков, 5,1 передачи, 3,8 подбора и 1,2 перехвата в среднем за игру.

## Достижения
- Серебряный призёр Единой лиги ВТБ: 2018/2019
- Серебряный призёр Чемпионата России: 2018/2019